# Brenat
Brenat település Franciaországban, Puy-de-Dôme megyében. Lakosainak száma 629 fő (2022. január 1.). Brenat Aulhat-Flat, Orbeil, Parentignat, Sauxillanges és Varennes-sur-Usson községekkel határos.

## Népesség
A település népességének változása:
| Lakosok száma | 596  | 612  | 632  | 622  | 626  | 628  | 629  | 629  | 629  |
|               | 2013 | 2015 | 2016 | 2017 | 2018 | 2019 | 2020 | 2021 | 2022 |